# 中國婦女寫作協會
中國婦女寫作協會，是台灣文學史上一個重要的民間文藝團體，曾與中國文藝協會、中國青年寫作協會、中華文藝獎金委員會合力執行國民政府的文藝政策，像是推動文化清潔運動、反共文藝（尤其是反共文學）、戰鬥文藝等活動。

## 歷史
該會前身為台灣省婦女寫作協會，1955年5月5日在台北市成立。1955年1月16日由蘇雪林等32人在台灣省立師範學院會議室舉行會議，以9人為籌備委員會。同年4月21日第一次籌備會議，28日舉行第二次籌備會議，5月5日於台北市召開成立大會，通過會章、發表宣言，並選出第一屆理監事，該會成立之宗旨在於「鼓勵婦女寫作，研究婦女問題，以實踐三民主義，增強反共抗俄力量。該會不定期舉辦座談會並出版《婦女文叢》，對鼓勵婦女寫作具一定的意義」。協會成立當時，是中華民國境內唯一由女性組成的文藝社團，「和國民黨的婦女工作有很深的淵源」。
1969年4月台灣省婦女寫作協會改名為中國婦女寫作協會，會員全是女性，歷屆總幹事有：王琰如、姚葳(張明)、劉枋、邱七七等人。重要成員有：鍾梅音、潘人木、張秀亞、李曼瑰、張雪茵、王琰如、王文漪、侯榕生、盧月化、孫多慈、艾雯、郭晉秀、張漱菡等作家。該會在1950年代曾經組織作家，去訪問戰地前線官兵，提振其士氣，並且推展反共文藝。此外，該協會成員也致力創作，該會在1950年代推出4輯的《婦女創作集》，進入1960年代又推出3輯的《婦女創作集》，當中收錄不少台灣知名作家的作品。翻查陳芳明《台灣新文學史》上冊第311頁，在散文方面有：王明書、琰如、葉蟬貞、蕭傳文、裴普賢、謝冰瀅、鍾梅音、嚴友梅、徐鍾珮、艾雯、王文漪、姚葳(張明)、張秀亞、蘇雪林、劉枋；短篇小說方面有：吳崇蘭、林海音、郭良蕙、張雪茵、張漱菡、郭晉秀、盧月化、聶華苓、童真、畢璞、琦君、陳香梅等，同時經營散文與小說者也不少。1984年協會又出版了60位女散文家的散文選《葉葉心心》。

## 相關研究記錄
- 邱七七，〈一個堅守筆耕的團體:簡介中國婦女寫作協會〉，1985年2月《文訊》。
- 2012年1月《文訊》策畫「泱泱女聲--『中國婦女寫作協會』筆耕臺灣半世紀」專輯，收錄王鈺婷、鄭明娳、封德屏、畢璞、姚宜瑛、蓉子、趙淑敏、陳若曦、丘秀芷、林黛嫚、鮑曉暉、芯心、蔣竹君等人的文章。

## 同時期文學團體與文學雜誌
- 1950年代與該協會同樣活躍的重要文學團體，有：直屬於中國青年反共救國團(簡稱：救國團)的「中國青年寫作協會」、黨國大老張道藩主導的「中華文藝獎金委員會」、「中國文藝協會」。
- 1950年代重要的報紙，如《中央日報》、《中華日報》、《台灣新生報》、《掃蕩報》、《公論報》、《自立晚報》等，其副刊大量刊載反共文學作品與相關論述。

- 1950年代重要的反共文學雜誌有：
  - 《寶島文藝》月刊：由寶島文化出版社發行。
  - 《暢流》半月刊：由暢流半月刊社發行。
  - 《半月文藝》半月刊：由半月文藝社發行。
  - 《自由青年》旬刊：由自由青年社發行。
  - 《軍中文摘》月刊：由國防部新中國出版社發行。
  - 《野風》半月刊：由野風雜誌社發行。
  - 《火炬》半月刊：由火炬雜誌社發行。
  - 《文壇》月刊：由文壇社發行。
  - 《海島文藝》月刊：由海島文化出版社發行。
  - 《晨光》月刊：由晨光雜誌社發行。
  - 《文藝月報》月刊：由中國新聞出版公司發行。
  - 《軍中文藝》月刊：由國防部新中國出版社發行。
  - 《幼獅文藝》月刊：由幼獅文化事業公司發行。
  - 《中華文藝》月刊：由中華文藝月刊社發行。
  - 《新新文藝》月刊：由新新文藝社發行。
  - 《海風》月刊：由海風月刊社發行。
  - 《革命文藝》月刊：由國防部新中國出版社發行。

## 資料來源
1. ↑  引用胡仲權所撰寫的「台灣省婦女寫作協會」詞條內容。天津人民出版社、百川書局出版部/主編，《中國文學大辭典》(繁體版)，台北市：百川書局印行，1993年6月，第6724頁。
2. ↑  封德屏，〈戰火在文字裡燃燒─五○年代的反共戰鬥文學與現代主義的興趣〉，《文學@台灣》(台南市：國立台灣文學館)，2008年9月初版，頁143-144。
3. ↑  引用古繼堂所撰寫的「中國婦女寫作協會」詞條內容。天津人民出版社、百川書局出版部/主編，《中國文學大辭典》(繁體版)，台北市：百川書局印行，1993年6月，第933頁。
4. ↑  陳芳明，《台灣新文學史》，台北市：聯經出版社，2011年10月初版。